# Culture pour tous
Pour l'entreprise française, voir Éditions Kontre Kulture.
 (janvier 2021).
Culture pour tous est un organisme indépendant à but non lucratif dont la mission est de contribuer à la démocratisation de la culture au Québec. 

## Historique
À l’occasion du Sommet sur l’économie et l’emploi de 1996, un grand projet de démocratisation et de sensibilisation aux arts et à la culture est présenté par les leaders des milieux culturels québécois. Les premiers engagements financiers, publics et privés arrivent quelques mois plus tard : le milieu de la culture prépare la première édition des Journées de la culture.
Le 17 juin 1997, l’Assemblée nationale du Québec adopte à l’unanimité une motion proclamant le dernier vendredi de septembre et les deux jours suivants de chaque année, Journées nationales de la culture.
En septembre 97, sous le thème « Ça manquait à notre culture », 500 organismes, artistes et artisans accueillent plus de 160 000 visiteurs !
En 2007, afin de mieux refléter sa mission, le Secrétariat des Journées de la culture change sa dénomination sociale pour celle de Culture pour tous.
En 2015, l'organisme s'est doté d'un nouveau logo et d'une nouvelle identité visuelle, pour mieux refléter sa mission et son expertise.

## Mission
Culture pour tous se positionne depuis 1997 comme un acteur important en matière de médiation et de démocratisation culturelles, au cœur d’un réseau d’artistes, d’artisans et de travailleurs culturels engagés dans cette voie à travers le territoire québécois. Les objectifs et les actions de Culture pour tous visent à favoriser, pour le plus grand nombre, l’accès et l’appropriation des arts et de la culture. L’organisme catalyse et propose des initiatives qui encouragent l’accès et la participation à la création et à l’activité culturelle.

## Secteurs d'actions culturelles

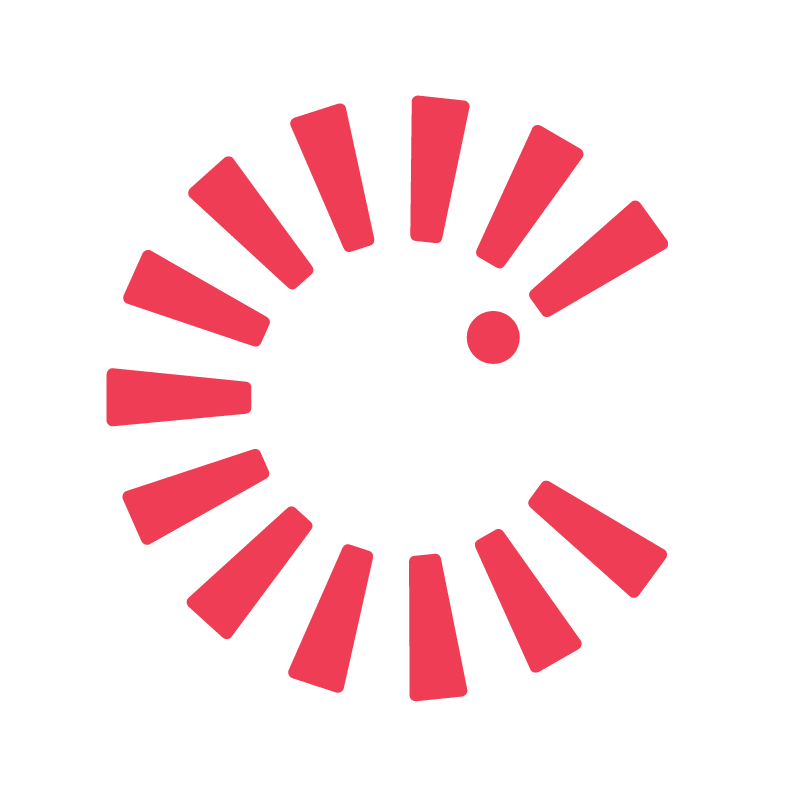
Logo des http://www.journeesdelaculture.qc.ca/ Journées de la culture

### Les Journées de la culture
Action phare de Culture pour tous, cette manifestation annuelle offre gratuitement à la population québécoise des activités interactives de découverte et d’appréciation des arts et de la culture. Pour réaliser cet événement, Culture pour tous rallie, sur une base volontaire, plus de 8 000 artistes et organismes culturels qui mettent sur pied des milliers d’activités et de rencontres entre artistes, travailleurs culturels et citoyens. 

#### Déclaration municipale
Culture pour tous s’associe au réseau Les Arts et la ville afin d’inviter les municipalités à participer aux Journées de la culture et à adopter la résolution proclamant «Journées de la culture» le dernier vendredi de septembre et les deux jours suivants. Beaucoup d'élus ont pris l'engagement de faire de la culture un axe de développement important pour leur communauté. À  ce jour, 555 municipalités ont officiellement adopté cette résolution.

### Médiation culturelle

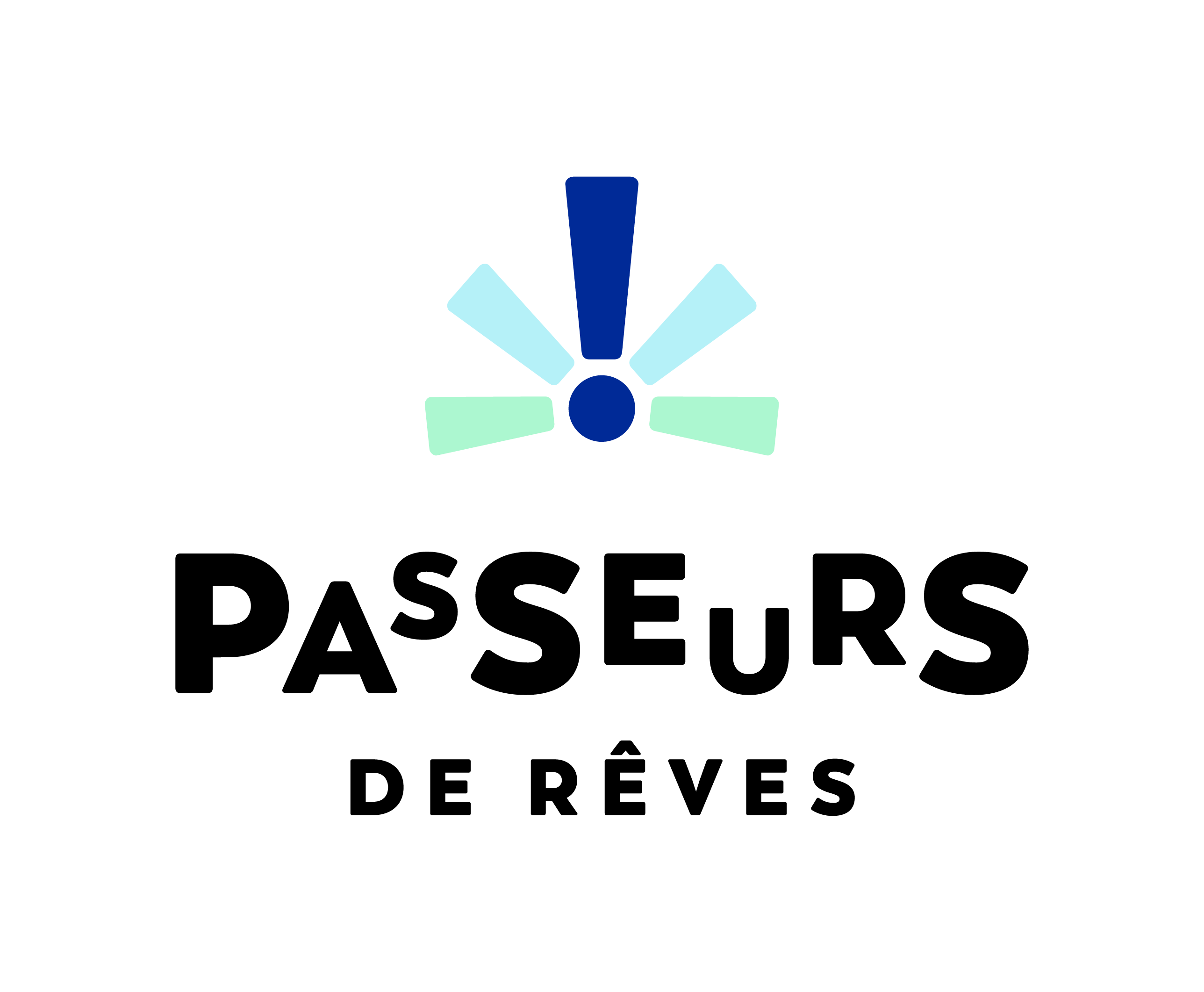
Logo du programme Passeurs de rêves

La médiation culturelle vise essentiellement à tisser des liens entre la culture, les artistes et la population, de façon à faire de chaque personne, visiteur ou spectateur, un véritable acteur culturel.
Les pratiques de médiation culturelle interpellent les artistes comme les autres acteurs sociaux du milieu de l’éducation, des affaires, des municipalités, etc. Le site de Culture pour tous aborde ces pratiques sous divers angles, tels que l’inclusion sociale, la jeunesse, l’interculturalité, l’art et la santé, l’art au travail, le développement des villes et des quartiers, des territoires et des régions, le patrimoine et les musées, les pratiques participatives et le développement culturel. Ce portail permet ainsi d’offrir une meilleure visibilité aux initiatives culturelles, à travers des articles, vidéos et conférences web.

#### Groupe de recherche sur la médiation culturelle
À l’automne 2006, Culture pour tous s’associait avec une institution universitaire afin de créer un groupe de travail pour développer le champ d’expertise professionnelle et universitaire en matière de médiation culturelle.
Depuis, les membres du Groupe de travail sur la médiation culturelle (GRMC) ont travaillé conjointement à des projets de recherche, de documentation d’initiatives et d’étude de cas, d’organisation de colloques et de séminaires professionnels, ainsi que de mise sur pied d’une offre de formation d’appoint en médiation culturelle.

### Milieu de l'éducation

#### Passeurs de rêves
Pour encourager et soutenir la persévérance scolaire des adolescents, Culture pour tous a mis sur pied le programme de mentorat culturel Passeurs de rêves. 
En rencontres individuelles, dans leur milieu de création, les mentors encouragent des jeunes, démotivés ou à risque de décrochage, dans la poursuite de leur parcours. En ateliers de groupes, dans les écoles, des artistes professionnels proposent des activités thématiques pendant les heures de cours : chanson, arts visuels, conte, danse, mosaïque, slam, théâtre d’objets, origami… 

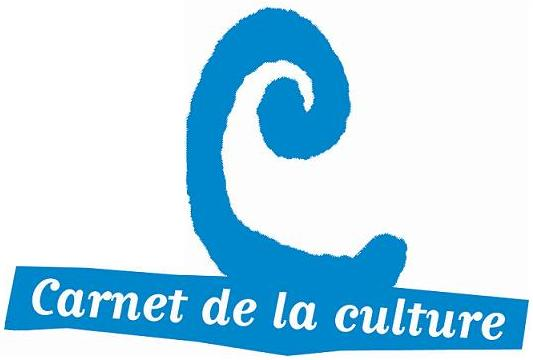
Logo du http://www.carnetdelaculture.ca/ Carnet de la culture à l'école

#### Le Carnet de la culture à l'école
Cet outil d’accompagnement pédagogique gratuit vise à sensibiliser les jeunes du 2e cycle du primaire aux arts et à la culture. Il se présente sous la forme d’un journal de bord personnel (offert en version imprimée ou téléchargeable) dans lequel l’élève peut consigner, tout au long de l’année, ses créations artistiques et faire part de ses découvertes culturelles à travers une cinquantaine de jeux et d’activités.

### Milieu du travail

#### La culture en entreprise
Le programme La culture en entreprise encourage, depuis 2007, des entreprises et municipalités à accueillir des artistes pour la réalisation d’œuvres collectives avec leurs employés. Les projets artistiques en milieu de travail s’adressent autant à l’entreprise privée qu’aux secteurs publics et institutionnels. Ils permettent d’engager les employés dans un projet commun qui dépasse le cadre de leurs fonctions régulières et de la productivité. L’action culturelle en entreprise peut être, par exemple, un outil de gestion efficace et contribuer au mieux-être des employés.

### Interculturel

#### Prix Charles-Biddle
Culture pour tous s’associe au ministère de l’Immigration et des Communautés culturelles pour décerner le prix Charles-Biddle qui souligne l’apport exceptionnel d’une personne ayant immigré au Québec. 
Ce prix récompense les efforts, l’implication et l’engagement personnel ou professionnel d’un individu qui, par ses réalisations, est un modèle de réussite non seulement dans son domaine mais aussi pour l’ensemble de la société québécoise et qui contribue ou a contribué au développement culturel et artistique du Québec sur la scène nationale ou internationale.

### Quelques projets marquants

#### Le Parcours interculturel
Cette initiative culturelle, mise sur pied par Culture pour tous en 2005, valorise les artistes professionnels issus des communautés ethnoculturelles au sein du réseau institutionnel de l’art et de la culture.
En 2010, à la suite de la catastrophe survenue en Haïti, Culture pour tous a rendu hommage aux artistes québécois d’origine haïtienne en programmant un événement spécial lors des Journées de la culture à Montréal : VIV AYITI. Ce parcours proposait différents arrêts thématiques qui menaient à la rencontre de la danse, du théâtre, des arts visuels, de la gastronomie, du cinéma et de l’artisanat haïtiens. Cet événement permettait aux participants de découvrir toute la richesse de cette culture.
En 2008, à l’invitation du ministère de l’Immigration, Culture pour tous a participé au tour cycliste le Rallye de la diversité, en suscitant, dans quatre villes du Québec, la création d’œuvres collectives extérieures, emblématiques de la rencontre interculturelle.

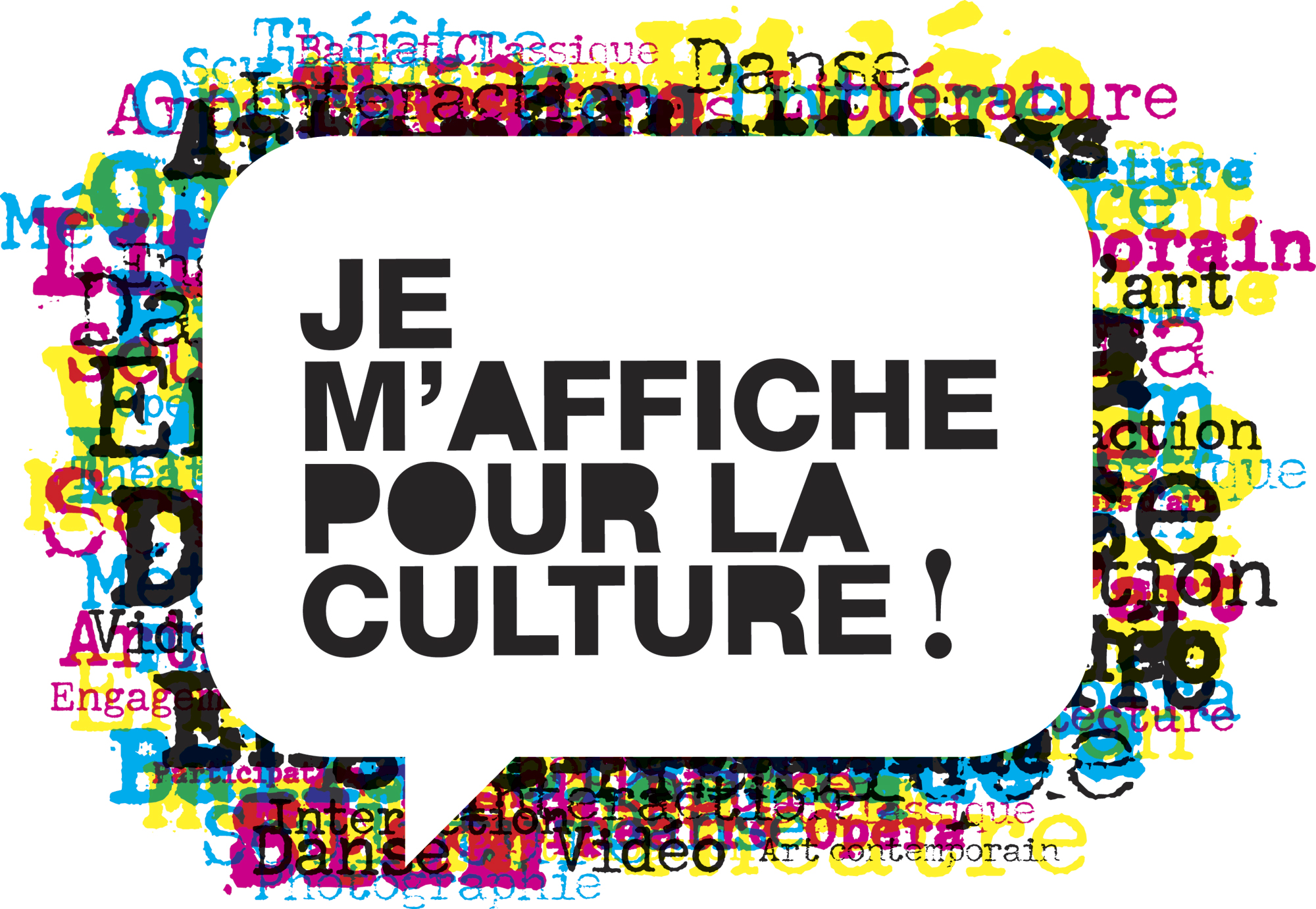
Logo de http://www.jemaffichepourlaculture.com/default.asp Je m'affiche pour la culture

#### Je m'affiche pour la culture
Le projet Je m’affiche pour la culture! a été initié par Culture pour tous à l’occasion de l’inauguration de la place des Festivals à Montréal, en septembre 2009. Il s’est poursuivi en 2010 avec la participation d’une trentaine de municipalités à travers le territoire et s'est déployé en 2011 dans 15 festivals et événements d’une dizaine de régions québécoises. Près de 1000 personnes se sont affichées pour la culture à travers 14 régions du Québec en ajoutant à leur portail en ligne un court texte témoignant de l’importance de la culture dans leur vie.

#### Les Convertibles
En 2006, à l’occasion du 10e anniversaire des Journées de la culture, l’organisme a produit Les Convertibles, un événement inédit de création et de diffusion de 10 œuvres collectives monumentales, réalisées dans 10 localités du Québec par des artistes professionnels en interaction avec des groupes de citoyens. Chaque collectif a disposé, au cours du printemps et de l’été, d’un autobus désaffecté qu'il a dû transformer, recréer, habiter et convertir à l'intérieur comme à l'extérieur. 

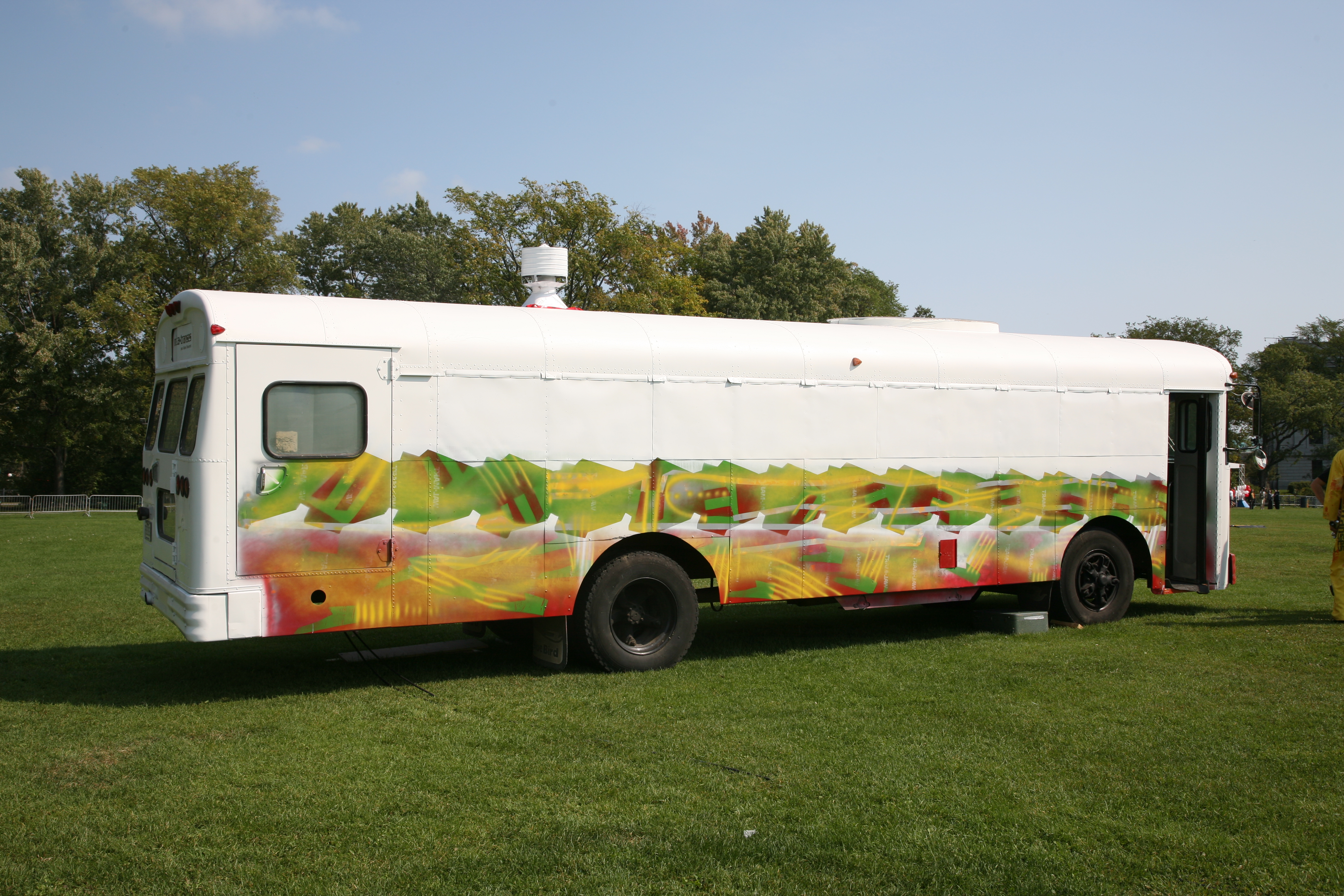
artiste: Alain Fleurent
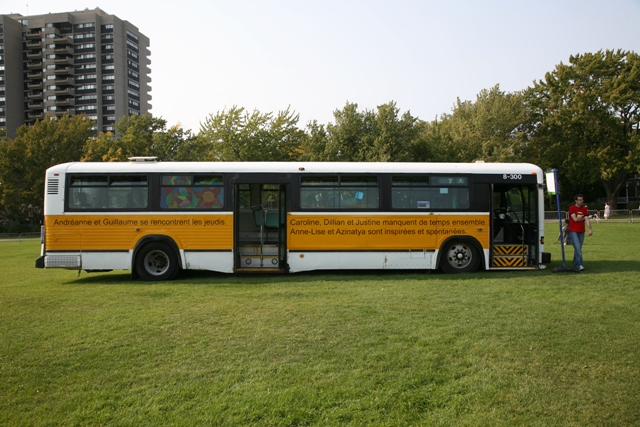
artiste: Ani Deschênes
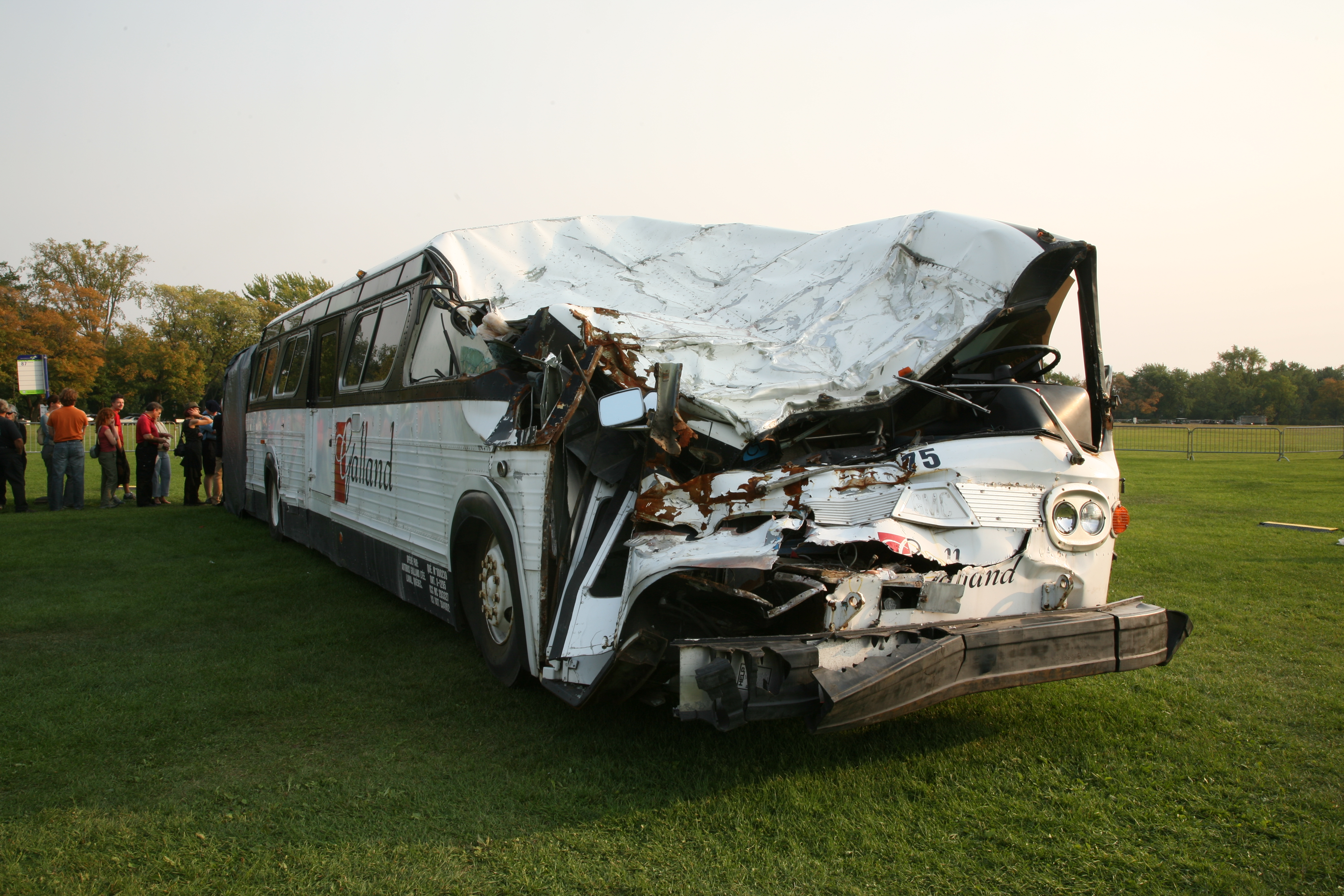
artistes: Carlos et Jason Sanchez
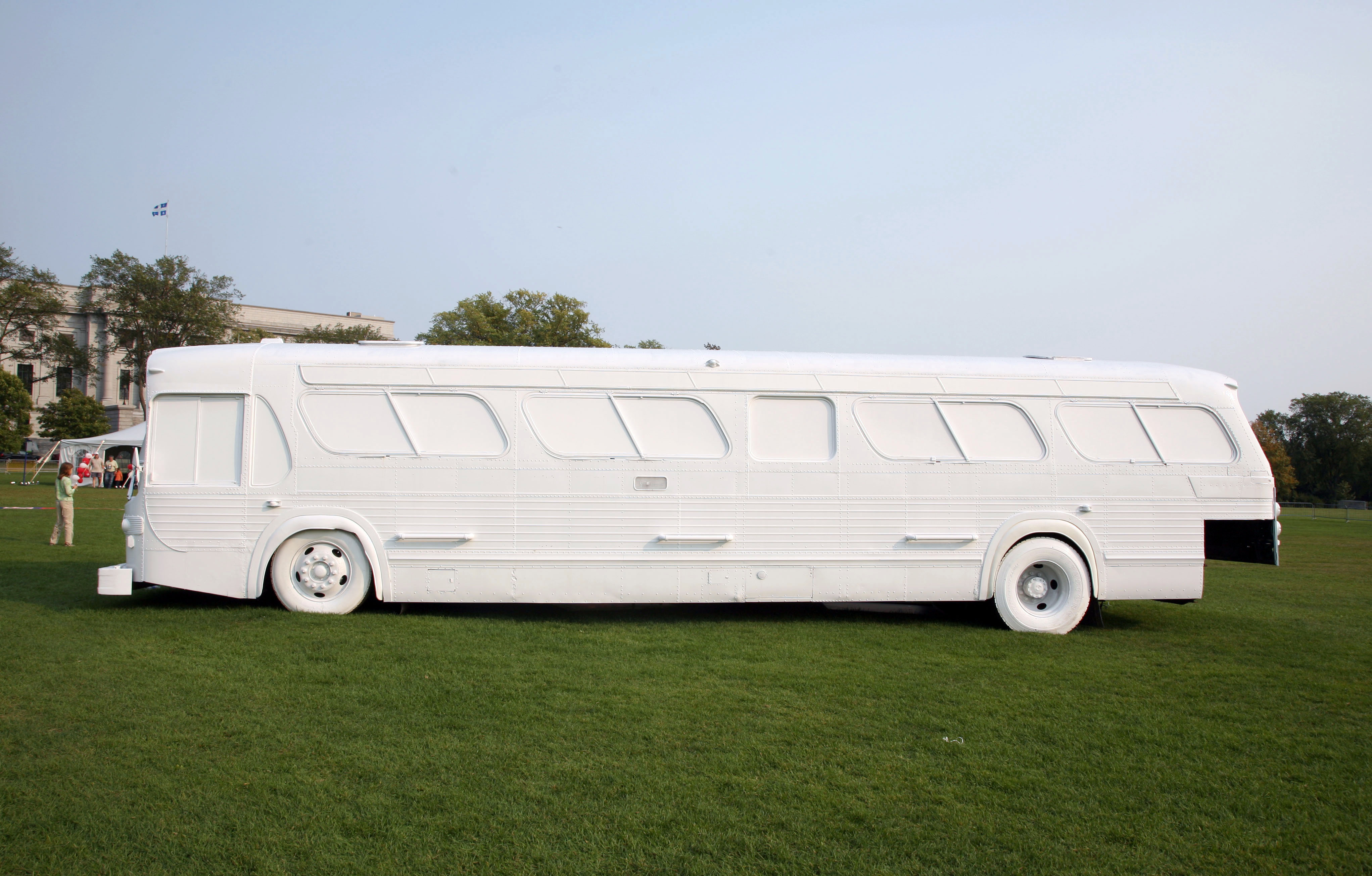
artistes: Cooke-Sasseville
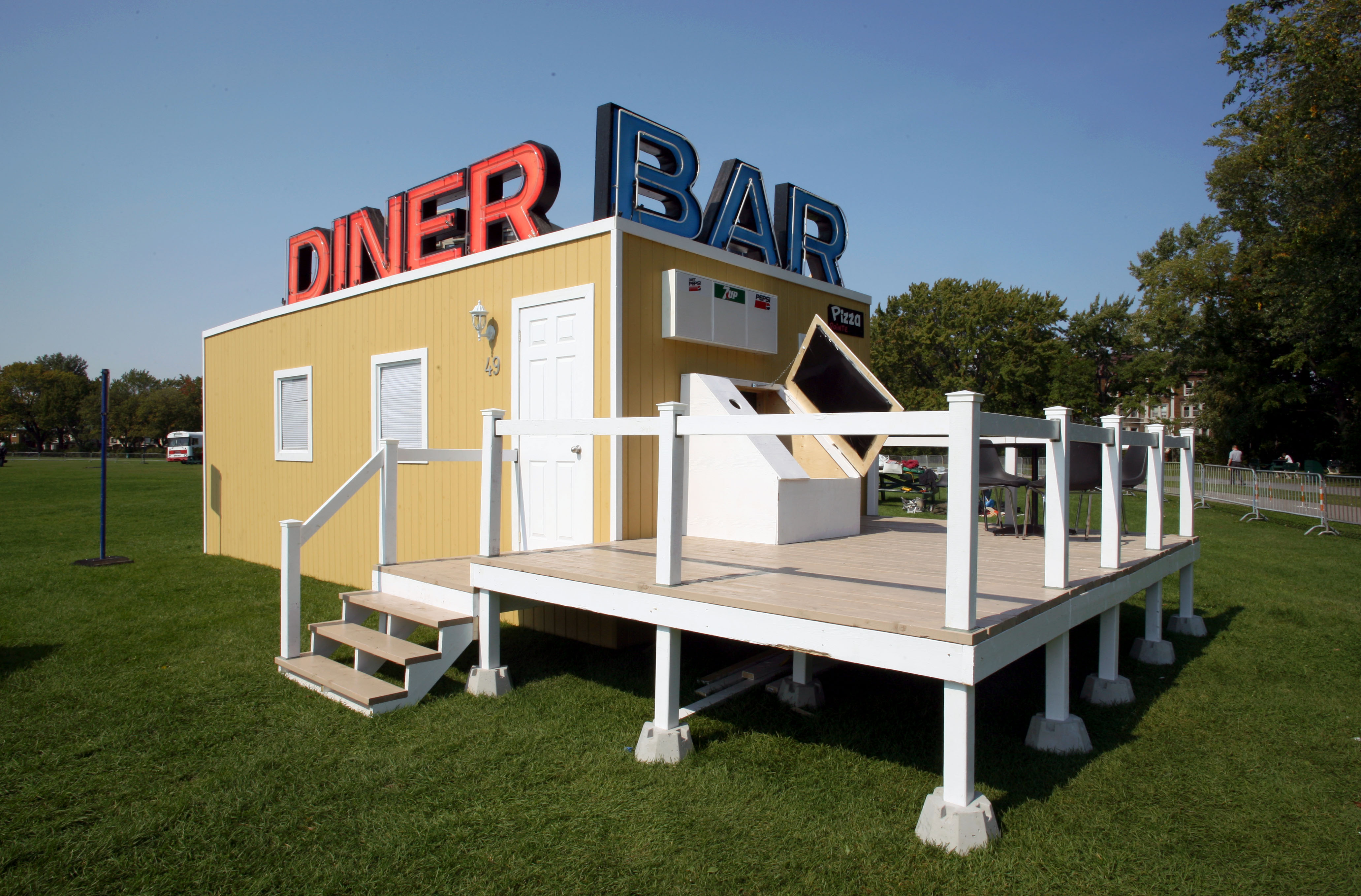
artistes: Gwenaël Bélanger et Stéphane Beaudet
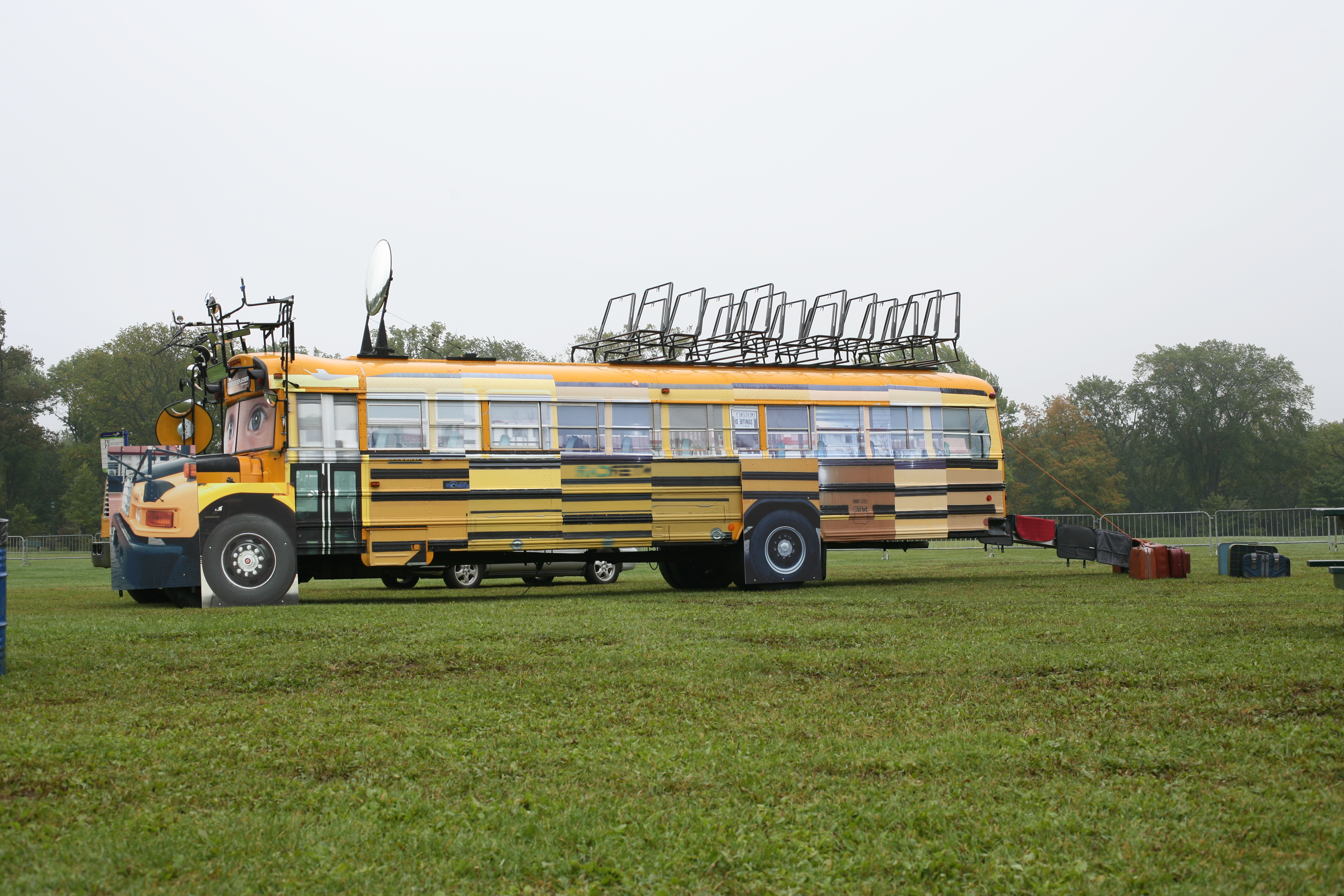
artiste: Guy Blackburne
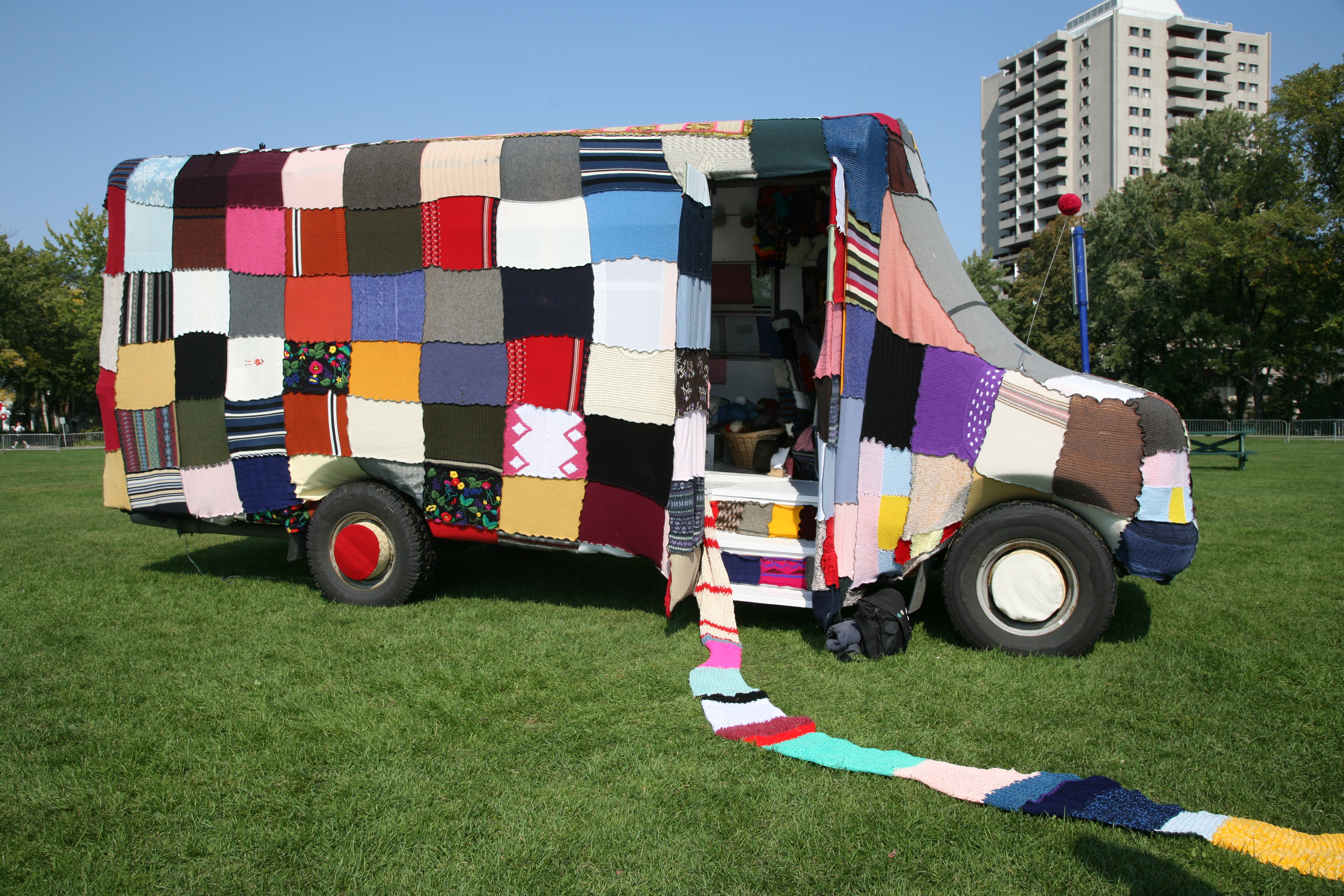
artiste: Giorgia Volpe
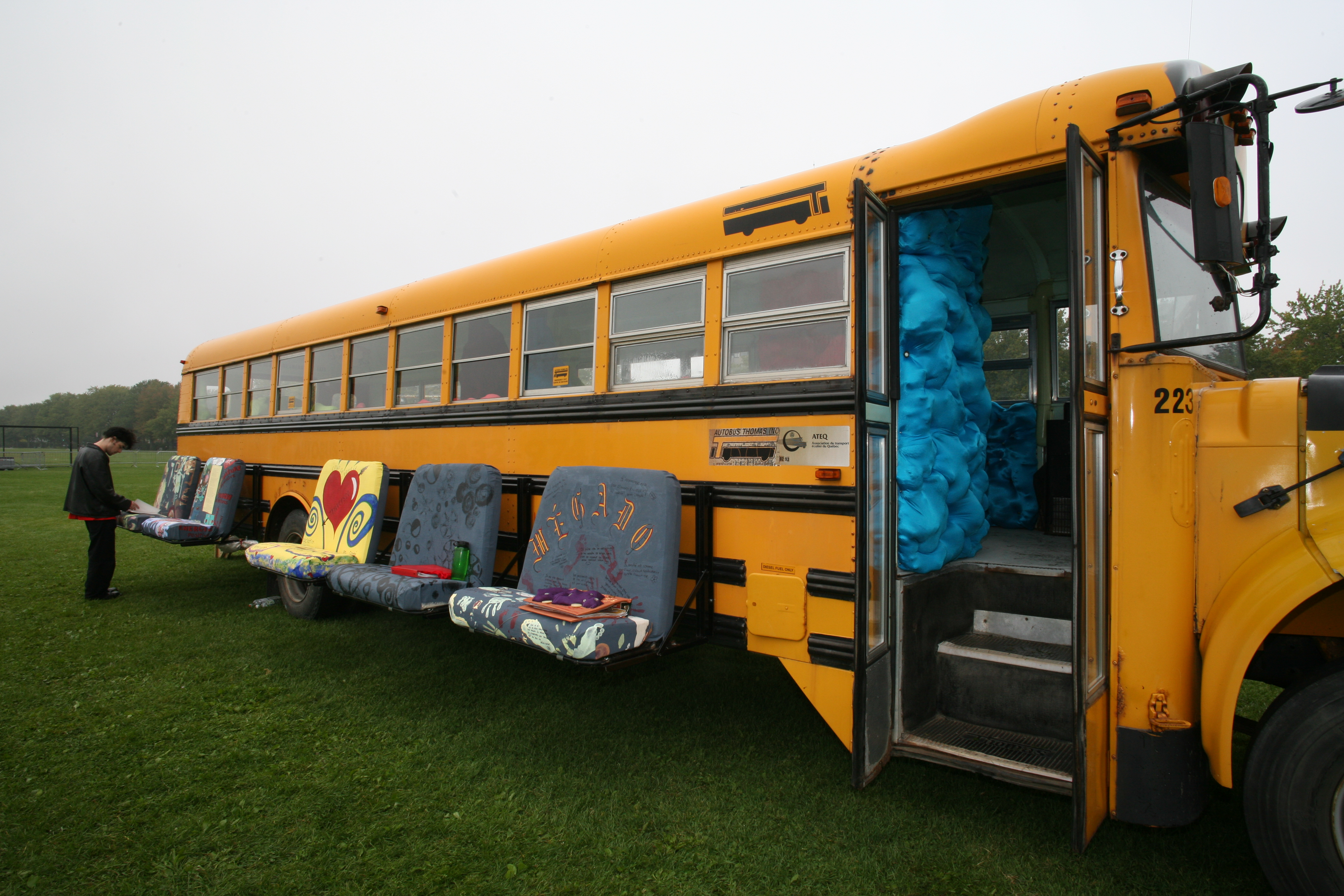
artiste: Pamela Landry
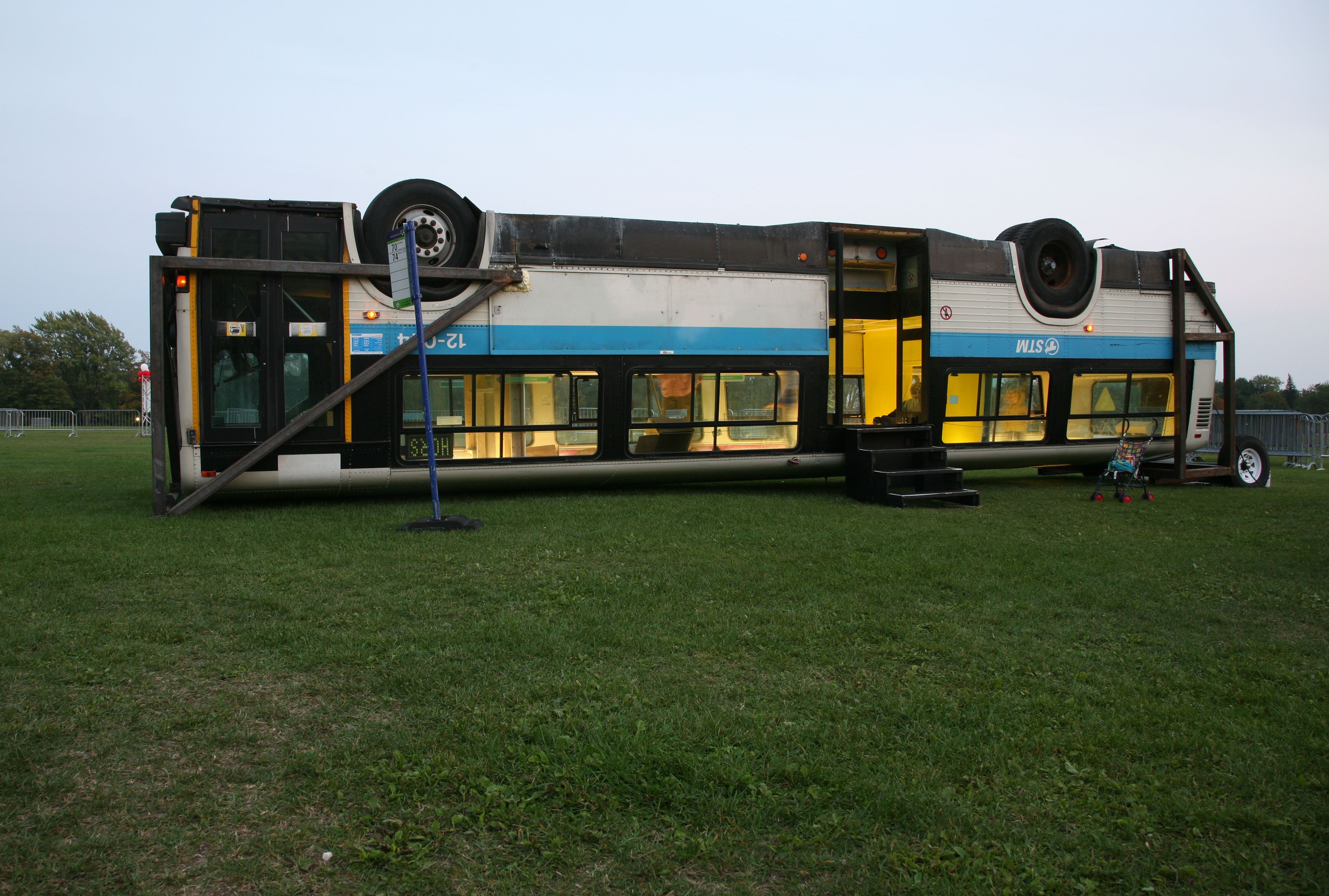
artiste: Patrick Bérubé
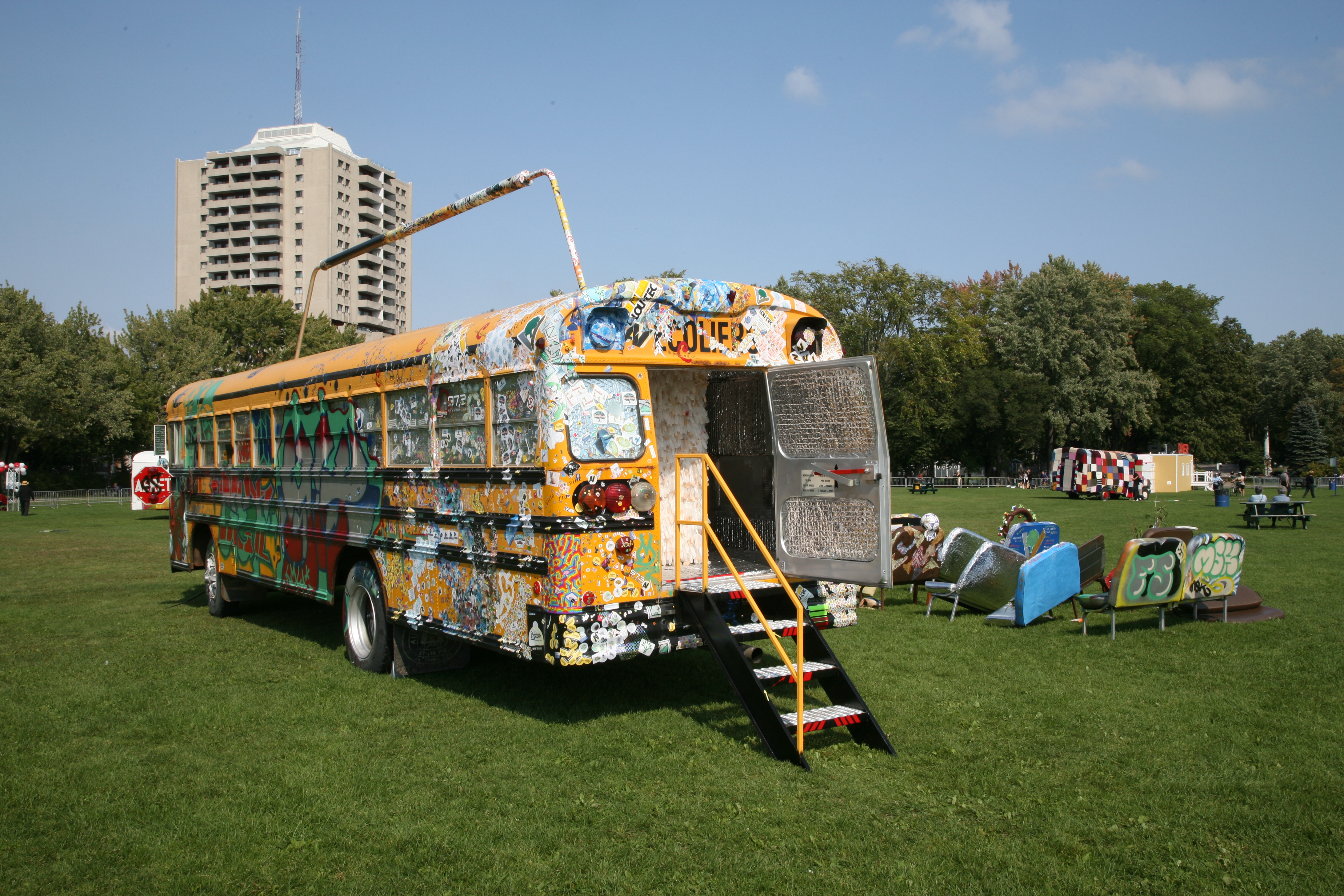
artiste: Lynda Baril

### Les colloques internationaux

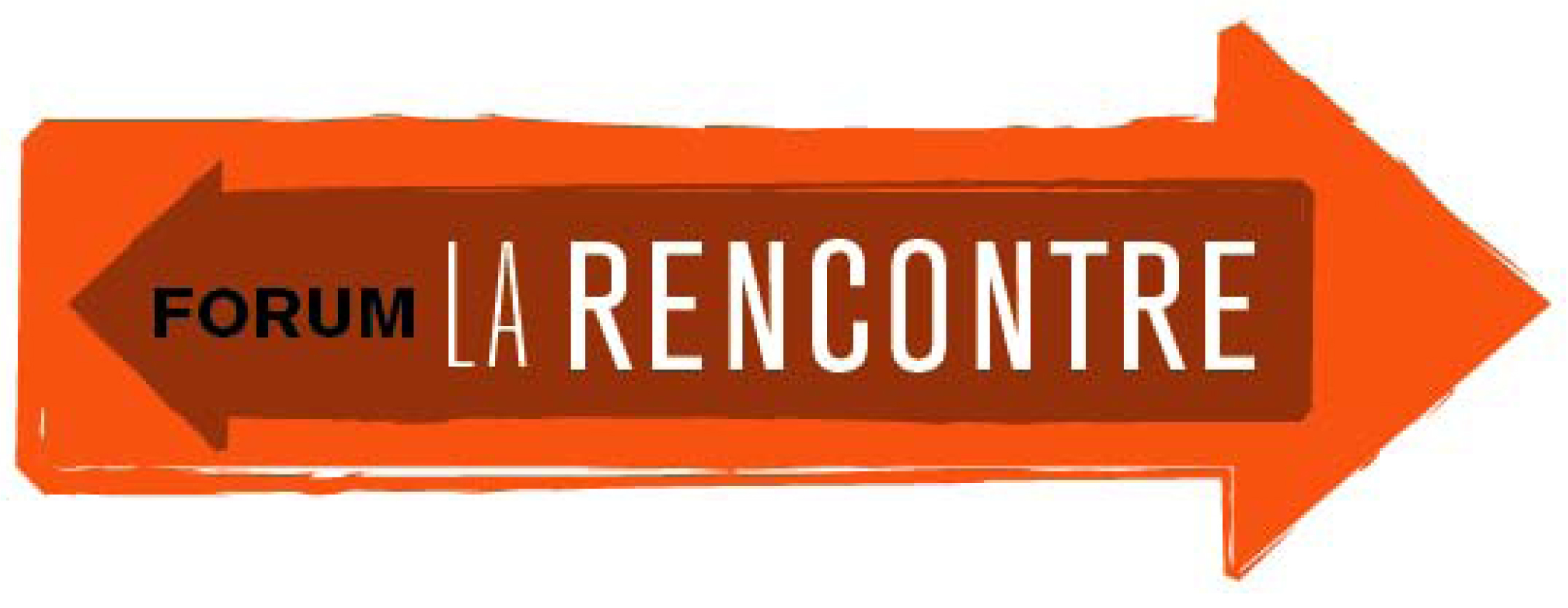
Logo du Forum La Rencontre

Depuis 1999, Culture pour tous a mis sur pied cinq forums internationaux pour réfléchir aux enjeux de la démocratisation culturelle. Le dernier colloque, organisé en décembre 2009 à Lyon en France, a rassemblé près d’une cinquantaine de conférenciers d’Europe, d’Amérique et d’Afrique qui ont partagé leurs réflexions sur le concept et le rôle de la médiation dans les pratiques artistiques et culturelles actuelles.